# Pointe de Ronce
De Pointe de Ronce is een 3612 meter hoge berg op de grens in het Franse departement Savoie. De berg vormt het hoogste punt van het Mont-Cenismassief en maakt deel uit van de Maurienne-streek. De top bevindt zich circa zes kilometer ten zuidoosten van Lanslevillard in de Haut-Maurienne. Op de bergflanken bevinden zich enkele kleinere gletsjers waaronder die van Arcelle Neuve en Vieux.

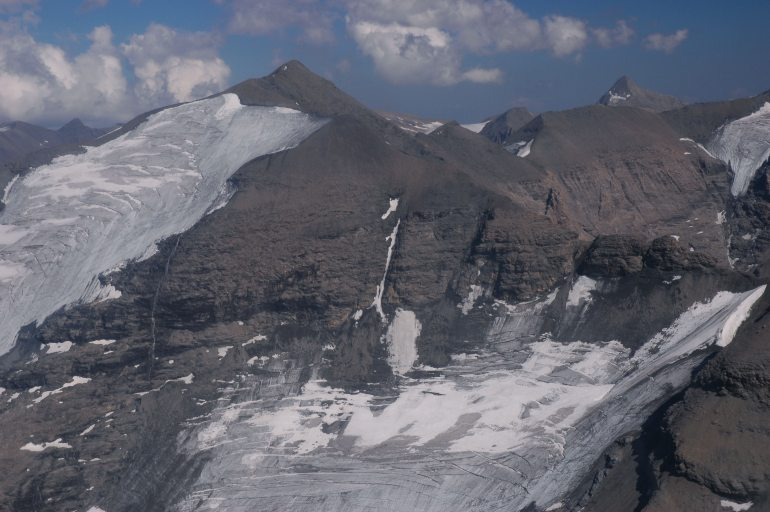
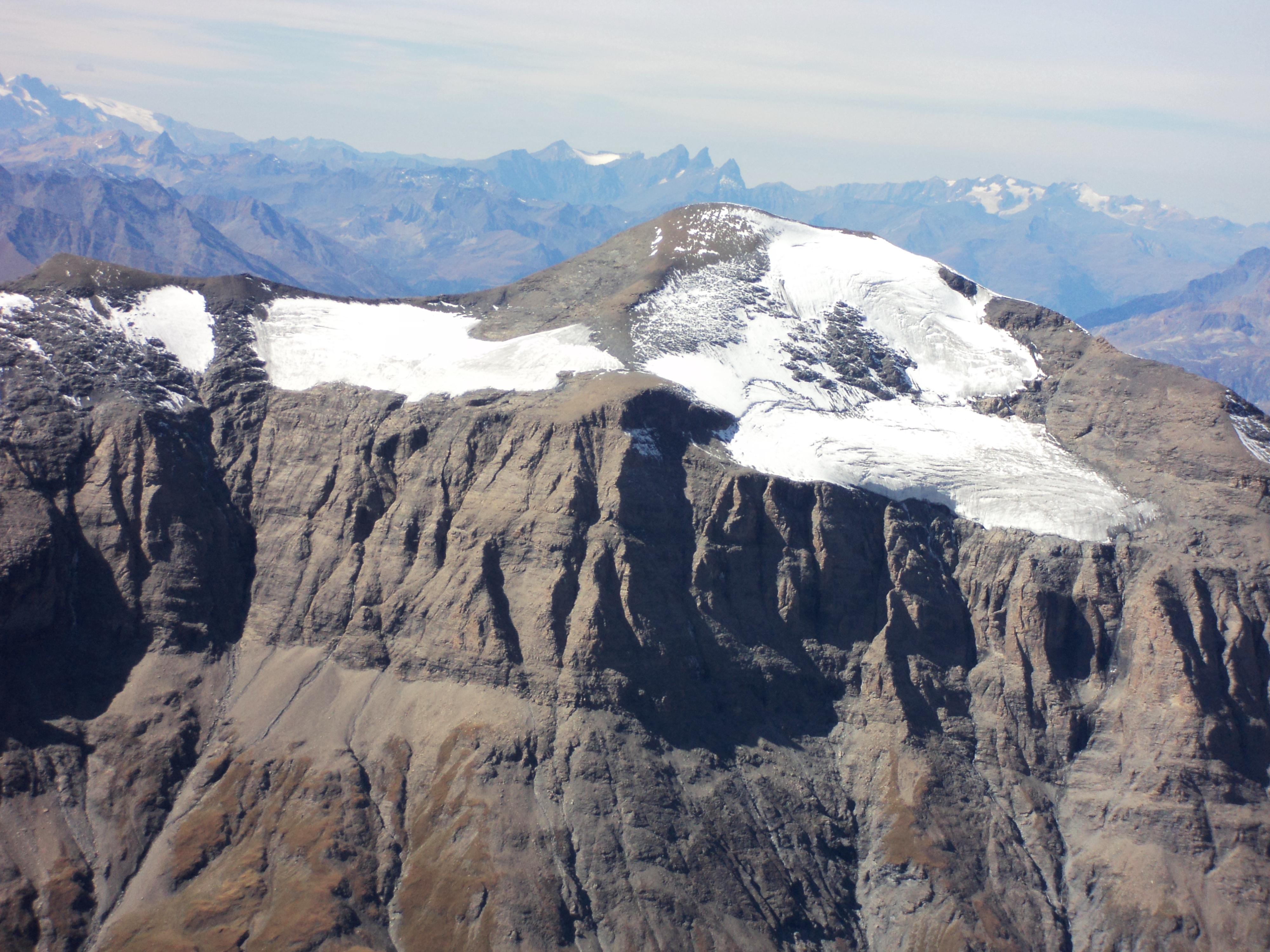
Oostflank van de Pointe de Ronce vanop de Pointe de Charbonnel